# Liste des vols spatiaux habités
Cet article liste toutes les missions spatiales habitées depuis 1961, c'est-à-dire les vols spatiaux habités qui ont franchi la ligne de Kármán (100 km d'altitude) ou qui étaient destinés à le faire. Ils sont au nombre de 378 depuis le décollage de Blue Origin NS-34 le 3 août 2025.
Seules trois nations ont lancé de telles missions : l'Union soviétique (à laquelle a succédé la Russie en 1991) fut la première en 1961, suivie par les États-Unis la même année. La Chine les a rejoints en 2003.

## Liste
Légende :
- Incident ou accident non mortel mais ayant empêché le déroulement normal de la mission.
- Accident mortel.

### Entre 1961 et 1970
| no | Mission            | Lancement         | Vaisseau | Destination            | Retour            |
| -- | ------------------ | ----------------- | -------- | ---------------------- | ----------------- |
| 1  | Vostok 1           | 12 avril 1961     | Vostok   | Orbite terrestre basse | 12 avril 1961     |
| 2  | Mercury-Redstone 3 | 5 mai 1961        | Mercury  | Espace suborbital      | 5 mai 1961        |
| 3  | Mercury-Redstone 4 | 21 juillet 1961   | Mercury  | Espace suborbital      | 21 juillet 1961   |
| 4  | Vostok 2           | 6 août 1961       | Vostok   | Orbite terrestre basse | 7 août 1961       |
| 5  | Mercury-Atlas 6    | 20 février 1962   | Mercury  | Orbite terrestre basse | 20 février 1962   |
| 6  | Mercury-Atlas 7    | 24 mai 1962       | Mercury  | Orbite terrestre basse | 24 mai 1962       |
| 7  | Vostok 3           | 11 août 1962      | Vostok   | Orbite terrestre basse | 15 août 1962      |
| 8  | Vostok 4           | 12 août 1962      | Vostok   | Orbite terrestre basse | 15 août 1962      |
| 9  | Mercury-Atlas 8    | 3 octobre 1962    | Mercury  | Orbite terrestre basse | 3 octobre 1962    |
| 10 | Mercury-Atlas 9    | 15 mai 1963       | Mercury  | Orbite terrestre basse | 16 mai 1963       |
| 11 | Vostok 5           | 14 juin 1963      | Vostok   | Orbite terrestre basse | 19 juin 1963      |
| 12 | Vostok 6           | 16 juin 1963      | Vostok   | Orbite terrestre basse | 19 juin 1963      |
| 13 | Vol 90             | 19 juillet 1963   | X-15     | Espace suborbital      | 19 juillet 1963   |
| 14 | Vol 91             | 22 août 1963      | X-15     | Espace suborbital      | 22 août 1963      |
| 15 | Voskhod 1          | 12 octobre 1964   | Voskhod  | Orbite terrestre basse | 13 octobre 1964   |
| 16 | Voskhod 2          | 18 mars 1965      | Voskhod  | Orbite terrestre basse | 19 mars 1965      |
| 17 | Gemini 3           | 23 mars 1965      | Gemini   | Orbite terrestre basse | 23 mars 1965      |
| 18 | Gemini 4           | 3 juin 1965       | Gemini   | Orbite terrestre basse | 7 juin 1965       |
| 19 | Gemini 5           | 21 août 1965      | Gemini   | Orbite terrestre basse | 29 août 1965      |
| 20 | Gemini 7           | 4 décembre 1965   | Gemini   | Gemini 6A              | 18 décembre 1965  |
| 21 | Gemini 6A          | 15 décembre 1965  | Gemini   | Gemini 7               | 16 décembre 1965  |
| 22 | Gemini 8           | 16 mars 1966      | Gemini   | Agena                  | 17 mars 1966      |
| 23 | Gemini 9A          | 3 juin 1966       | Gemini   | ATDA                   | 6 juin 1966       |
| 24 | Gemini 10          | 18 juillet 1966   | Gemini   | Orbite terrestre basse | 21 juillet 1966   |
| 25 | Gemini 11          | 12 septembre 1966 | Gemini   | Orbite terrestre basse | 15 septembre 1966 |
| 26 | Gemini 12          | 11 novembre 1966  | Gemini   | Orbite terrestre basse | 15 novembre 1966  |
| 27 | Soyouz 1           | 23 avril 1967     | Soyouz   | Orbite terrestre basse | 24 avril 1967     |
| 28 | Apollo 7           | 11 octobre 1968   | Apollo   | Orbite terrestre basse | 22 octobre 1968   |
| 29 | Soyouz 3           | 26 octobre 1968   | Soyouz   | Soyouz 2               | 30 octobre 1968   |
| 30 | Apollo 8           | 21 décembre 1968  | Apollo   | Orbite sélénocentrique | 27 décembre 1968  |
| 31 | Soyouz 4           | 14 janvier 1969   | Soyouz   | Soyouz 5               | 17 janvier 1969   |
| 32 | Soyouz 5           | 15 janvier 1969   | Soyouz   | Soyouz 4               | 18 janvier 1969   |
| 33 | Apollo 9           | 3 mars 1969       | Apollo   | Orbite terrestre basse | 13 mars 1969      |
| 34 | Apollo 10          | 18 mai 1969       | Apollo   | Orbite sélénocentrique | 26 mai 1969       |
| 35 | Apollo 11          | 16 juillet 1969   | Apollo   | Lune                   | 24 juillet 1969   |
| 36 | Soyouz 6           | 11 octobre 1969   | Soyouz   | Soyouz 7 / 8           | 16 octobre 1969   |
| 37 | Soyouz 7           | 12 octobre 1969   | Soyouz   | Soyouz 6 / 8           | 17 octobre 1969   |
| 38 | Soyouz 8           | 13 octobre 1969   | Soyouz   | Soyouz 6 / 7           | 18 octobre 1969   |
| 39 | Apollo 12          | 14 novembre 1969  | Apollo   | Lune                   | 24 novembre 1969  |
| 40 | Apollo 13          | 11 avril 1970     | Apollo   | Lune                   | 17 avril 1970     |
| 41 | Soyouz 9           | 1er juin 1970     | Soyouz   | Orbite terrestre basse | 19 juin 1970      |

### Entre 1971 et 1980
| no | Mission       | Lancement         | Vaisseau | Destination            | Retour            |
| -- | ------------- | ----------------- | -------- | ---------------------- | ----------------- |
| 42 | Apollo 14     | 31 janvier 1971   | Apollo   | Lune                   | 9 février 1971    |
| 43 | Soyouz 10     | 23 avril 1971     | Soyouz   | Saliout 1              | 25 avril 1971     |
| 44 | Soyouz 11     | 6 juin 1971       | Soyouz   | Saliout 1              | 29 juin 1971      |
| 45 | Apollo 15     | 26 juillet 1971   | Apollo   | Lune                   | 7 août 1971       |
| 46 | Apollo 16     | 16 avril 1972     | Apollo   | Lune                   | 27 avril 1972     |
| 47 | Apollo 17     | 7 décembre 1972   | Apollo   | Lune                   | 19 décembre 1972  |
| 48 | Skylab 2      | 25 mai 1973       | Apollo   | Skylab                 | 22 juin 1973      |
| 49 | Skylab 3      | 28 juillet 1973   | Apollo   | Skylab                 | 25 septembre 1973 |
| 50 | Soyouz 12     | 27 septembre 1973 | Soyouz   | Orbite terrestre basse | 29 septembre 1973 |
| 51 | Skylab 4      | 16 novembre 1973  | Apollo   | Skylab                 | 8 février 1974    |
| 52 | Soyouz 13     | 18 décembre 1973  | Soyouz   | Orbite terrestre basse | 26 décembre 1973  |
| 53 | Soyouz 14     | 3 juillet 1974    | Soyouz   | Saliout 3              | 19 juillet 1974   |
| 54 | Soyouz 15     | 26 août 1974      | Soyouz   | Saliout 3              | 28 août 1974      |
| 55 | Soyouz 16     | 2 décembre 1974   | Soyouz   | Orbite terrestre basse | 8 décembre 1974   |
| 56 | Soyouz 17     | 11 janvier 1975   | Soyouz   | Saliout 4              | 10 février 1975   |
| 57 | Soyouz 18a    | 5 avril 1975      | Soyouz   | —                      | 5 avril 1975      |
| 58 | Soyouz 18     | 24 mai 1975       | Soyouz   | Saliout 4              | 26 juillet 1975   |
| 59 | Soyouz 19     | 15 juillet 1975   | Soyouz   | Apollo-Soyouz          | 21 juillet 1975   |
| 60 | Apollo-Soyouz | 15 juillet 1975   | Apollo   | Soyouz 19              | 24 juillet 1975   |
| 61 | Soyouz 21     | 6 juillet 1976    | Soyouz   | Saliout 5              | 24 août 1976      |
| 62 | Soyouz 22     | 15 septembre 1976 | Soyouz   | Orbite terrestre basse | 23 septembre 1976 |
| 63 | Soyouz 23     | 14 octobre 1976   | Soyouz   | Saliout 5              | 16 octobre 1976   |
| 64 | Soyouz 24     | 7 février 1977    | Soyouz   | Saliout 5              | 25 février 1977   |
| 65 | Soyouz 25     | 9 octobre 1977    | Soyouz   | Saliout 6              | 11 octobre 1977   |
| 66 | Soyouz 26     | 10 décembre 1977  | Soyouz   | Saliout 6              | 16 mars 1978      |
| 67 | Soyouz 27     | 10 janvier 1978   | Soyouz   | Saliout 6              | 16 janvier 1978   |
| 68 | Soyouz 28     | 2 mars 1978       | Soyouz   | Saliout 6              | 10 mars 1978      |
| 69 | Soyouz 29     | 15 juin 1978      | Soyouz   | Saliout 6              | 2 novembre 1978   |
| 70 | Soyouz 30     | 27 juin 1978      | Soyouz   | Saliout 6              | 5 juillet 1978    |
| 71 | Soyouz 31     | 26 août 1978      | Soyouz   | Saliout 6              | 2 novembre 1978   |
| 72 | Soyouz 32     | 25 février 1979   | Soyouz   | Saliout 6              | 13 juin 1979      |
| 73 | Soyouz 33     | 10 avril 1979     | Soyouz   | Saliout 6              | 12 avril 1979     |
| 74 | Soyouz 35     | 9 avril 1980      | Soyouz   | Saliout 6              | 3 juin 1980       |
| 75 | Soyouz 36     | 26 mai 1980       | Soyouz   | Saliout 6              | 31 juillet 1980   |
| 76 | Soyouz T-2    | 5 juin 1980       | Soyouz-T | Saliout 6              | 9 juin 1980       |
| 77 | Soyouz 37     | 23 juillet 1980   | Soyouz   | Saliout 6              | 11 octobre 1980   |
| 78 | Soyouz 38     | 18 septembre 1980 | Soyouz   | Saliout 6              | 26 septembre 1980 |
| 79 | Soyouz T-3    | 27 novembre 1980  | Soyouz-T | Saliout 6              | 10 décembre 1980  |

### Entre 1981 et 1990
| no  | Mission       | Lancement         | Vaisseau         | Destination            | Retour            |
| --- | ------------- | ----------------- | ---------------- | ---------------------- | ----------------- |
| 80  | Soyouz T-4    | 13 mars 1981      | Soyouz-T         | Saliout 6              | 26 mai 1981       |
| 81  | Soyouz 39     | 22 mars 1981      | Soyouz           | Saliout 6              | 29 mars 1981      |
| 82  | STS-1         | 12 avril 1981     | STS (Columbia)   | Orbite terrestre basse | 14 avril 1981     |
| 83  | Soyouz 40     | 14 mai 1981       | Soyouz           | Saliout 6              | 22 mai 1981       |
| 84  | STS-2         | 12 novembre 1981  | STS (Columbia)   | Orbite terrestre basse | 14 novembre 1981  |
| 85  | STS-3         | 22 mars 1982      | STS (Columbia)   | Orbite terrestre basse | 30 mars 1982      |
| 86  | Soyouz T-5    | 12 mai 1982       | Soyouz-T         | Saliout 7              | 10 décembre 1982  |
| 87  | Soyouz T-6    | 24 juin 1982      | Soyouz-T         | Saliout 7              | 2 juillet 1982    |
| 88  | STS-4         | 27 juin 1982      | STS (Columbia)   | Orbite terrestre basse | 4 juillet 1982    |
| 89  | Soyouz T-7    | 19 août 1982      | Soyouz-T         | Saliout 7              | 27 août 1982      |
| 90  | STS-5         | 11 novembre 1982  | STS (Columbia)   | Orbite terrestre basse | 16 novembre 1982  |
| 91  | STS-6         | 4 avril 1983      | STS (Challenger) | Orbite terrestre basse | 9 avril 1983      |
| 92  | Soyouz T-8    | 20 avril 1983     | Soyouz-T         | Saliout 7              | 22 avril 1983     |
| 93  | STS-7         | 18 juin 1983      | STS (Challenger) | Orbite terrestre basse | 24 juin 1983      |
| 94  | Soyouz T-9    | 26 juin 1983      | Soyouz-T         | Saliout 7              | 23 novembre 1983  |
| 95  | STS-8         | 30 août 1983      | STS (Challenger) | Orbite terrestre basse | 5 septembre 1983  |
| —   | Soyouz T-10-1 | 26 septembre 1983 | Soyouz-T         | —                      | —                 |
| 96  | STS-9         | 28 novembre 1983  | STS (Columbia)   | Orbite terrestre basse | 8 décembre 1983   |
| 97  | STS-41-B      | 3 février 1984    | STS (Challenger) | Orbite terrestre basse | 11 février 1984   |
| 98  | Soyouz T-10   | 4 février 1984    | Soyouz-T         | Saliout 7              | 2 octobre 1984    |
| 99  | Soyouz T-11   | 3 avril 1984      | Soyouz-T         | Saliout 7              | 11 avril 1984     |
| 100 | STS-41-C      | 6 avril 1984      | STS (Challenger) | Orbite terrestre basse | 13 avril 1984     |
| 101 | Soyouz T-12   | 17 juillet 1984   | Soyouz-T         | Saliout 7              | 29 juillet 1984   |
| 102 | STS-41-D      | 30 août 1984      | STS (Discovery)  | Orbite terrestre basse | 5 septembre 1984  |
| 103 | STS-41-G      | 5 octobre 1984    | STS (Challenger) | Orbite terrestre basse | 13 octobre 1984   |
| 104 | STS-51-A      | 8 novembre 1984   | STS (Discovery)  | Orbite terrestre basse | 16 novembre 1984  |
| 105 | STS-51-C      | 24 janvier 1985   | STS (Discovery)  | Orbite terrestre basse | 27 janvier 1985   |
| 106 | STS-51-D      | 12 avril 1985     | STS (Discovery)  | Orbite terrestre basse | 19 avril 1985     |
| 107 | STS-51-B      | 29 avril 1985     | STS (Challenger) | Orbite terrestre basse | 6 mai 1985        |
| 108 | Soyouz T-13   | 5 juin 1985       | Soyouz-T         | Saliout 7              | 26 septembre 1985 |
| 109 | STS-51-G      | 17 juin 1985      | STS (Discovery)  | Orbite terrestre basse | 24 juin 1985      |
| 110 | STS-51-F      | 29 juillet 1985   | STS (Challenger) | Orbite terrestre basse | 6 août 1985       |
| 111 | STS-51-I      | 27 août 1985      | STS (Discovery)  | Orbite terrestre basse | 3 septembre 1985  |
| 112 | Soyouz T-14   | 17 septembre 1985 | Soyouz-T         | Saliout 7              | 21 novembre 1985  |
| 113 | STS-51-J      | 3 octobre 1985    | STS (Atlantis)   | Orbite terrestre basse | 7 octobre 1985    |
| 114 | STS-61-A      | 30 octobre 1985   | STS (Challenger) | Orbite terrestre basse | 6 novembre 1985   |
| 115 | STS-61-B      | 26 novembre 1985  | STS (Atlantis)   | Orbite terrestre basse | 3 décembre 1985   |
| 116 | STS-61-C      | 12 janvier 1986   | STS (Columbia)   | Orbite terrestre basse | 18 janvier 1986   |
| —   | STS-51-L      | 28 janvier 1986   | STS (Challenger) | —                      | —                 |
| 117 | Soyouz T-15   | 13 mars 1986      | Soyouz-T         | Mir / Saliout 7        | 16 juillet 1986   |
| 118 | Soyouz TM-2   | 7 février 1987    | Soyouz-TM        | Mir                    | 30 juillet 1987   |
| 119 | Soyouz TM-3   | 22 juillet 1987   | Soyouz-TM        | Mir                    | 29 décembre 1987  |
| 120 | Soyouz TM-4   | 21 décembre 1987  | Soyouz-TM        | Mir                    | 17 juin 1988      |
| 121 | Soyouz TM-5   | 7 juin 1988       | Soyouz-TM        | Mir                    | 7 septembre 1988  |
| 122 | Soyouz TM-6   | 29 août 1988      | Soyouz-TM        | Mir                    | 21 décembre 1988  |
| 123 | STS-26        | 28 septembre 1988 | STS (Discovery)  | Orbite terrestre basse | 3 octobre 1988    |
| 124 | Soyouz TM-7   | 26 novembre 1988  | Soyouz-TM        | Mir                    | 27 avril 1989     |
| 125 | STS-27        | 2 décembre 1988   | STS (Atlantis)   | Orbite terrestre basse | 6 décembre 1988   |
| 126 | STS-29        | 13 mars 1989      | STS (Discovery)  | Orbite terrestre basse | 18 mars 1989      |
| 127 | STS-30        | 4 mai 1989        | STS (Atlantis)   | Orbite terrestre basse | 8 mai 1989        |
| 128 | STS-28        | 8 août 1989       | STS (Columbia)   | Orbite terrestre basse | 13 août 1989      |
| 129 | Soyouz TM-8   | 5 septembre 1989  | Soyouz-TM        | Mir                    | 19 février 1990   |
| 130 | STS-34        | 18 octobre 1989   | STS (Atlantis)   | Orbite terrestre basse | 23 octobre 1989   |
| 131 | STS-33        | 22 novembre 1989  | STS (Discovery)  | Orbite terrestre basse | 27 novembre 1989  |
| 132 | STS-32        | 9 janvier 1990    | STS (Columbia)   | Orbite terrestre basse | 20 janvier 1990   |
| 133 | Soyouz TM-9   | 11 février 1990   | Soyouz-TM        | Mir                    | 17 juillet 1990   |
| 134 | STS-36        | 28 février 1990   | STS (Atlantis)   | Orbite terrestre basse | 4 mars 1990       |
| 135 | STS-31        | 24 avril 1990     | STS (Discovery)  | Orbite terrestre basse | 29 avril 1990     |
| 136 | Soyouz TM-10  | 3 août 1990       | Soyouz-TM        | Mir                    | 10 décembre 1990  |
| 137 | STS-41        | 6 octobre 1990    | STS (Discovery)  | Orbite terrestre basse | 10 octobre 1990   |
| 138 | STS-38        | 15 novembre 1990  | STS (Atlantis)   | Orbite terrestre basse | 20 novembre 1990  |
| 139 | STS-35        | 2 décembre 1990   | STS (Columbia)   | Orbite terrestre basse | 10 décembre 1990  |
| 140 | Soyouz TM-11  | 2 décembre 1990   | Soyouz-TM        | Mir                    | 26 mai 1991       |

### Entre 1991 et 2000
| no  | Mission      | Lancement         | Vaisseau        | Destination            | Retour            |
| --- | ------------ | ----------------- | --------------- | ---------------------- | ----------------- |
| 141 | STS-37       | 5 avril 1991      | STS (Atlantis)  | Orbite terrestre basse | 11 avril 1991     |
| 142 | STS-39       | 28 avril 1991     | STS (Discovery) | Orbite terrestre basse | 6 mai 1991        |
| 143 | Soyouz TM-12 | 18 mai 1991       | Soyouz-TM       | Mir                    | 10 octobre 1991   |
| 144 | STS-40       | 5 juin 1991       | STS (Columbia)  | Orbite terrestre basse | 14 juin 1991      |
| 145 | STS-43       | 2 août 1991       | STS (Atlantis)  | Orbite terrestre basse | 11 août 1991      |
| 146 | STS-48       | 12 septembre 1991 | STS (Discovery) | Orbite terrestre basse | 18 septembre 1991 |
| 147 | Soyouz TM-13 | 2 octobre 1991    | Soyouz-TM       | Mir                    | 25 mars 1992      |
| 148 | STS-44       | 24 novembre 1991  | STS (Atlantis)  | Orbite terrestre basse | 1er décembre 1991 |
| 149 | STS-42       | 22 janvier 1992   | STS (Discovery) | Orbite terrestre basse | 30 janvier 1992   |
| 150 | Soyouz TM-14 | 17 mars 1992      | Soyouz-TM       | Mir                    | 10 août 1992      |
| 151 | STS-45       | 24 mars 1992      | STS (Atlantis)  | Orbite terrestre basse | 2 avril 1992      |
| 152 | STS-49       | 7 mai 1992        | STS (Endeavour) | Orbite terrestre basse | 16 mai 1992       |
| 153 | STS-50       | 25 juin 1992      | STS (Columbia)  | Orbite terrestre basse | 9 juillet 1992    |
| 154 | Soyouz TM-15 | 27 juillet 1992   | Soyouz-TM       | Mir                    | 1er février 1993  |
| 155 | STS-46       | 31 juillet 1992   | STS (Atlantis)  | Orbite terrestre basse | 8 août 1992       |
| 156 | STS-47       | 12 septembre 1992 | STS (Endeavour) | Orbite terrestre basse | 20 septembre 1992 |
| 157 | STS-52       | 22 octobre 1992   | STS (Columbia)  | Orbite terrestre basse | 1er novembre 1992 |
| 158 | STS-53       | 2 décembre 1992   | STS (Discovery) | Orbite terrestre basse | 9 décembre 1992   |
| 159 | STS-54       | 13 janvier 1993   | STS (Endeavour) | Orbite terrestre basse | 19 janvier 1993   |
| 160 | Soyouz TM-16 | 24 janvier 1993   | Soyouz-TM       | Mir                    | 22 juillet 1993   |
| 161 | STS-56       | 8 avril 1993      | STS (Discovery) | Orbite terrestre basse | 17 avril 1993     |
| 162 | STS-55       | 26 avril 1993     | STS (Columbia)  | Orbite terrestre basse | 6 mai 1993        |
| 163 | STS-57       | 21 juin 1993      | STS (Endeavour) | Orbite terrestre basse | 1er juillet 1993  |
| 164 | Soyouz TM-17 | 1er juillet 1993  | Soyouz-TM       | Mir                    | 13 janvier 1994   |
| 165 | STS-51       | 12 septembre 1993 | STS (Discovery) | Orbite terrestre basse | 22 septembre 1993 |
| 166 | STS-58       | 18 octobre 1993   | STS (Columbia)  | Orbite terrestre basse | 1er novembre 1993 |
| 167 | STS-61       | 2 décembre 1993   | STS (Endeavour) | Hubble                 | 13 décembre 1993  |
| 168 | Soyouz TM-18 | 8 janvier 1994    | Soyouz-TM       | Mir                    | 9 juillet 1994    |
| 169 | STS-60       | 3 février 1994    | STS (Discovery) | Orbite terrestre basse | 11 février 1994   |
| 170 | STS-62       | 4 mars 1994       | STS (Columbia)  | Orbite terrestre basse | 18 mars 1994      |
| 171 | STS-59       | 9 avril 1994      | STS (Endeavour) | Orbite terrestre basse | 20 avril 1994     |
| 172 | Soyouz TM-19 | 3 juillet 1994    | Soyouz-TM       | Mir                    | 4 novembre 1994   |
| 173 | STS-65       | 8 juillet 1994    | STS (Columbia)  | Orbite terrestre basse | 23 juillet 1994   |
| 174 | STS-64       | 9 septembre 1994  | STS (Discovery) | Orbite terrestre basse | 20 septembre 1994 |
| 175 | STS-68       | 30 septembre 1994 | STS (Endeavour) | Orbite terrestre basse | 11 octobre 1994   |
| 176 | Soyouz TM-20 | 4 octobre 1994    | Soyouz-TM       | Mir                    | 22 mars 1995      |
| 177 | STS-66       | 3 novembre 1994   | STS (Atlantis)  | Orbite terrestre basse | 14 novembre 1994  |
| 178 | STS-63       | 3 février 1995    | STS (Discovery) | Mir                    | 11 février 1995   |
| 179 | STS-67       | 2 mars 1995       | STS (Endeavour) | Orbite terrestre basse | 18 mars 1995      |
| 180 | Soyouz TM-21 | 14 mars 1995      | Soyouz-TM       | Mir                    | 11 septembre 1995 |
| 181 | STS-71       | 27 juin 1995      | STS (Atlantis)  | Mir                    | 7 juillet 1995    |
| 182 | STS-70       | 13 juillet 1995   | STS (Discovery) | Orbite terrestre basse | 22 juillet 1995   |
| 183 | Soyouz TM-22 | 3 septembre 1995  | Soyouz-TM       | Mir                    | 29 février 1996   |
| 184 | STS-69       | 7 septembre 1995  | STS (Endeavour) | Orbite terrestre basse | 18 septembre 1995 |
| 185 | STS-73       | 20 octobre 1995   | STS (Columbia)  | Orbite terrestre basse | 5 novembre 1995   |
| 186 | STS-74       | 12 novembre 1995  | STS (Atlantis)  | Mir                    | 20 novembre 1995  |
| 187 | STS-72       | 11 janvier 1996   | STS (Endeavour) | Orbite terrestre basse | 20 janvier 1996   |
| 188 | Soyouz TM-23 | 21 février 1996   | Soyouz-TM       | Mir                    | 2 septembre 1996  |
| 189 | STS-75       | 22 février 1996   | STS (Columbia)  | Orbite terrestre basse | 9 mars 1996       |
| 190 | STS-76       | 22 mars 1996      | STS (Atlantis)  | Mir                    | 31 mars 1996      |
| 191 | STS-77       | 19 mai 1996       | STS (Endeavour) | Orbite terrestre basse | 29 mai 1996       |
| 192 | STS-78       | 20 juin 1996      | STS (Columbia)  | Orbite terrestre basse | 7 juillet 1996    |
| 193 | Soyouz TM-24 | 18 août 1996      | Soyouz-TM       | Mir                    | 2 mars 1997       |
| 194 | STS-79       | 16 septembre 1996 | STS (Atlantis)  | Mir                    | 26 septembre 1996 |
| 195 | STS-80       | 19 novembre 1996  | STS (Columbia)  | Orbite terrestre basse | 7 décembre 1996   |
| 196 | STS-81       | 12 janvier 1997   | STS (Atlantis)  | Mir                    | 22 janvier 1997   |
| 197 | Soyouz TM-25 | 10 février 1997   | Soyouz-TM       | Mir                    | 14 août 1997      |
| 198 | STS-82       | 11 février 1997   | STS (Discovery) | Hubble                 | 21 février 1997   |
| 199 | STS-83       | 4 avril 1997      | STS (Columbia)  | Orbite terrestre basse | 8 avril 1997      |
| 200 | STS-84       | 15 mai 1997       | STS (Atlantis)  | Mir                    | 24 mai 1997       |
| 201 | STS-94       | 1er juillet 1997  | STS (Columbia)  | Orbite terrestre basse | 17 juillet 1997   |
| 202 | Soyouz TM-26 | 6 août 1997       | Soyouz-TM       | Mir                    | 19 février 1998   |
| 203 | STS-85       | 7 août 1997       | STS (Discovery) | Orbite terrestre basse | 19 août 1997      |
| 204 | STS-86       | 25 septembre 1997 | STS (Atlantis)  | Mir                    | 6 octobre 1997    |
| 205 | STS-87       | 19 novembre 1997  | STS (Columbia)  | Orbite terrestre basse | 5 décembre 1997   |
| 206 | STS-89       | 22 janvier 1998   | STS (Endeavour) | Mir                    | 31 janvier 1998   |
| 207 | Soyouz TM-27 | 29 janvier 1998   | Soyouz-TM       | Mir                    | 25 août 1998      |
| 208 | STS-90       | 17 avril 1998     | STS (Columbia)  | Orbite terrestre basse | 3 mai 1998        |
| 209 | STS-91       | 2 juin 1998       | STS (Discovery) | Mir                    | 12 juin 1998      |
| 210 | Soyouz TM-28 | 15 août 1998      | Soyouz-TM       | Mir                    | 28 février 1999   |
| 211 | STS-95       | 29 octobre 1998   | STS (Discovery) | Orbite terrestre basse | 7 novembre 1998   |
| 212 | STS-88       | 4 décembre 1998   | STS (Endeavour) | ISS                    | 15 décembre 1998  |
| 213 | Soyouz TM-29 | 20 février 1999   | Soyouz-TM       | Mir                    | 28 août 1999      |
| 214 | STS-96       | 27 mai 1999       | STS (Discovery) | ISS                    | 6 juin 1999       |
| 215 | STS-93       | 23 juillet 1999   | STS (Columbia)  | Orbite terrestre basse | 27 juillet 1999   |
| 216 | STS-103      | 19 décembre 1999  | STS (Discovery) | Hubble                 | 27 décembre 1999  |
| 217 | STS-99       | 11 février 2000   | STS (Endeavour) | Orbite terrestre basse | 22 février 2000   |
| 218 | Soyouz TM-30 | 4 avril 2000      | Soyouz-TM       | Mir                    | 16 juin 2000      |
| 219 | STS-101      | 19 mai 2000       | STS (Atlantis)  | ISS                    | 29 mai 2000       |
| 220 | STS-106      | 8 septembre 2000  | STS (Atlantis)  | ISS                    | 19 septembre 2000 |
| 221 | STS-92       | 11 octobre 2000   | STS (Discovery) | ISS                    | 24 octobre 2000   |
| 222 | Soyouz TM-31 | 31 octobre 2000   | Soyouz-TM       | ISS                    | 5 mai 2001        |
| 223 | STS-97       | 30 novembre 2000  | STS (Endeavour) | ISS                    | 11 décembre 2000  |

### Entre 2001 et 2010
| no  | Mission        | Lancement         | Vaisseau        | Destination            | Retour            |
| --- | -------------- | ----------------- | --------------- | ---------------------- | ----------------- |
| 224 | STS-98         | 7 février 2001    | STS (Atlantis)  | ISS                    | 20 février 2001   |
| 225 | STS-102        | 8 mars 2001       | STS (Discovery) | ISS                    | 21 mars 2001      |
| 226 | STS-100        | 19 avril 2001     | STS (Endeavour) | ISS                    | 1er mai 2001      |
| 227 | Soyouz TM-32   | 29 avril 2001     | Soyouz-TM       | ISS                    | 31 octobre 2001   |
| 228 | STS-104        | 12 juillet 2001   | STS (Atlantis)  | ISS                    | 24 juillet 2001   |
| 229 | STS-105        | 10 août 2001      | STS (Discovery) | ISS                    | 22 août 2001      |
| 230 | Soyouz TM-33   | 21 octobre 2001   | Soyouz-TM       | ISS                    | 5 mai 2002        |
| 231 | STS-108        | 5 décembre 2001   | STS (Endeavour) | ISS                    | 17 décembre 2001  |
| 232 | STS-109        | 1er mars 2002     | STS (Columbia)  | Hubble                 | 12 mars 2002      |
| 233 | STS-110        | 8 avril 2002      | STS (Atlantis)  | ISS                    | 19 avril 2002     |
| 234 | Soyouz TM-34   | 25 avril 2002     | Soyouz-TM       | ISS                    | 10 novembre 2002  |
| 235 | STS-111        | 5 juin 2002       | STS (Endeavour) | ISS                    | 19 juin 2002      |
| 236 | STS-112        | 7 octobre 2002    | STS (Atlantis)  | ISS                    | 18 octobre 2002   |
| 237 | Soyouz TMA-1   | 29 octobre 2002   | Soyouz-TMA      | ISS                    | 4 mai 2003        |
| 238 | STS-113        | 23 novembre 2002  | STS (Endeavour) | ISS                    | 7 décembre 2002   |
| 239 | STS-107        | 16 janvier 2003   | STS (Columbia)  | Orbite terrestre basse | 1er février 2003  |
| 240 | Soyouz TMA-2   | 25 avril 2003     | Soyouz-TMA      | ISS                    | 27 octobre 2003   |
| 241 | Shenzhou 5     | 15 octobre 2003   | Shenzhou        | Orbite terrestre basse | 15 octobre 2003   |
| 242 | Soyouz TMA-3   | 18 octobre 2003   | Soyouz-TMA      | ISS                    | 29 avril 2004     |
| 243 | Soyouz TMA-4   | 19 avril 2004     | Soyouz-TMA      | ISS                    | 24 octobre 2004   |
| 244 | Vol 15P        | 21 juin 2004      | SpaceShipOne    | Espace suborbital      | 21 juin 2004      |
| 245 | Vol 16P        | 29 septembre 2004 | SpaceShipOne    | Espace suborbital      | 29 septembre 2004 |
| 246 | Vol 17P        | 4 octobre 2004    | SpaceShipOne    | Espace suborbital      | 4 octobre 2004    |
| 247 | Soyouz TMA-5   | 14 octobre 2004   | Soyouz-TMA      | ISS                    | 24 avril 2005     |
| 248 | Soyouz TMA-6   | 15 avril 2005     | Soyouz-TMA      | ISS                    | 11 octobre 2005   |
| 249 | STS-114        | 26 juillet 2005   | STS (Discovery) | ISS                    | 9 août 2005       |
| 250 | Soyouz TMA-7   | 1er octobre 2005  | Soyouz-TMA      | ISS                    | 8 avril 2006      |
| 251 | Shenzhou 6     | 12 octobre 2005   | Shenzhou        | Orbite terrestre basse | 16 octobre 2005   |
| 252 | Soyouz TMA-8   | 30 mars 2006      | Soyouz-TMA      | ISS                    | 29 septembre 2006 |
| 253 | STS-121        | 4 juillet 2006    | STS (Discovery) | ISS                    | 17 juillet 2006   |
| 254 | STS-115        | 9 septembre 2006  | STS (Atlantis)  | ISS                    | 21 septembre 2006 |
| 255 | Soyouz TMA-9   | 18 septembre 2006 | Soyouz-TMA      | ISS                    | 21 avril 2007     |
| 256 | STS-116        | 10 décembre 2006  | STS (Discovery) | ISS                    | 22 décembre 2006  |
| 257 | Soyouz TMA-10  | 7 avril 2007      | Soyouz-TMA      | ISS                    | 21 octobre 2007   |
| 258 | STS-117        | 8 juin 2007       | STS (Atlantis)  | ISS                    | 22 juin 2007      |
| 259 | STS-118        | 8 août 2007       | STS (Endeavour) | ISS                    | 21 août 2007      |
| 260 | Soyouz TMA-11  | 10 octobre 2007   | Soyouz-TMA      | ISS                    | 19 avril 2008     |
| 261 | STS-120        | 23 octobre 2007   | STS (Discovery) | ISS                    | 7 novembre 2007   |
| 262 | STS-122        | 7 février 2008    | STS (Atlantis)  | ISS                    | 20 février 2008   |
| 263 | STS-123        | 11 mars 2008      | STS (Endeavour) | ISS                    | 27 mars 2008      |
| 264 | Soyouz TMA-12  | 8 avril 2008      | Soyouz-TMA      | ISS                    | 24 octobre 2008   |
| 265 | STS-124        | 31 mai 2008       | STS (Discovery) | ISS                    | 14 juin 2008      |
| 266 | Shenzhou 7     | 25 septembre 2008 | Shenzhou        | Orbite terrestre basse | 28 septembre 2008 |
| 267 | Soyouz TMA-13  | 12 octobre 2008   | Soyouz-TMA      | ISS                    | 8 avril 2009      |
| 268 | STS-126        | 15 novembre 2008  | STS (Endeavour) | ISS                    | 30 novembre 2008  |
| 269 | STS-119        | 15 mars 2009      | STS (Discovery) | ISS                    | 29 mars 2009      |
| 270 | Soyouz TMA-14  | 26 mars 2009      | Soyouz-TMA      | ISS                    | 11 octobre 2009   |
| 271 | STS-125        | 11 mai 2009       | STS (Atlantis)  | Hubble                 | 24 mai 2009       |
| 272 | Soyouz TMA-15  | 27 mai 2009       | Soyouz-TMA      | ISS                    | 1er décembre 2009 |
| 273 | STS-127        | 15 juillet 2009   | STS (Endeavour) | ISS                    | 31 juillet 2009   |
| 274 | STS-128        | 28 août 2009      | STS (Discovery) | ISS                    | 11 septembre 2009 |
| 275 | Soyouz TMA-16  | 30 septembre 2009 | Soyouz-TMA      | ISS                    | 18 mars 2010      |
| 276 | STS-129        | 16 novembre 2009  | STS (Atlantis)  | ISS                    | 27 novembre 2009  |
| 277 | Soyouz TMA-17  | 20 décembre 2009  | Soyouz-TMA      | ISS                    | 2 juin 2010       |
| 278 | STS-130        | 8 février 2010    | STS (Endeavour) | ISS                    | 22 février 2010   |
| 279 | Soyouz TMA-18  | 2 avril 2010      | Soyouz-TMA      | ISS                    | 25 septembre 2010 |
| 280 | STS-131        | 5 avril 2010      | STS (Discovery) | ISS                    | 20 avril 2010     |
| 281 | STS-132        | 14 mai 2010       | STS (Atlantis)  | ISS                    | 26 mai 2010       |
| 282 | Soyouz TMA-19  | 15 juin 2010      | Soyouz-TMA      | ISS                    | 26 novembre 2010  |
| 283 | Soyouz TMA-01M | 7 octobre 2010    | Soyouz-TMA-M    | ISS                    | 16 mars 2011      |
| 284 | Soyouz TMA-20  | 15 décembre 2010  | Soyouz-TMA      | ISS                    | 24 mai 2011       |

### Entre 2011 et 2020
| no  | Mission        | Lancement         | Vaisseau            | Destination | Retour            |
| --- | -------------- | ----------------- | ------------------- | ----------- | ----------------- |
| 285 | STS-133        | 24 février 2011   | STS (Discovery)     | ISS         | 9 mars 2011       |
| 286 | Soyouz TMA-21  | 4 avril 2011      | Soyouz-TMA          | ISS         | 16 septembre 2011 |
| 287 | STS-134        | 16 mai 2011       | STS (Endeavour)     | ISS         | 1er juin 2011     |
| 288 | Soyouz TMA-02M | 7 juin 2011       | Soyouz-TMA-M        | ISS         | 22 novembre 2011  |
| 289 | STS-135        | 8 juillet 2011    | STS (Atlantis)      | ISS         | 21 juillet 2011   |
| 290 | Soyouz TMA-22  | 14 novembre 2011  | Soyouz-TMA          | ISS         | 27 avril 2012     |
| 291 | Soyouz TMA-03M | 21 décembre 2011  | Soyouz-TMA-M        | ISS         | 1er juillet 2012  |
| 292 | Soyouz TMA-04M | 15 mai 2012       | Soyouz-TMA-M        | ISS         | 17 septembre 2012 |
| 293 | Shenzhou 9     | 16 juin 2012      | Shenzhou            | Tiangong 1  | 29 juin 2012      |
| 294 | Soyouz TMA-05M | 15 juillet 2012   | Soyouz-TMA-M        | ISS         | 19 novembre 2012  |
| 295 | Soyouz TMA-06M | 23 octobre 2012   | Soyouz-TMA-M        | ISS         | 16 mars 2013      |
| 296 | Soyouz TMA-07M | 19 décembre 2012  | Soyouz-TMA-M        | ISS         | 14 mai 2013       |
| 297 | Soyouz TMA-08M | 28 mars 2013      | Soyouz-TMA-M        | ISS         | 11 septembre 2013 |
| 298 | Soyouz TMA-09M | 28 mai 2013       | Soyouz-TMA-M        | ISS         | 11 novembre 2013  |
| 299 | Shenzhou 10    | 11 juin 2013      | Shenzhou            | Tiangong 1  | 26 juin 2013      |
| 300 | Soyouz TMA-10M | 25 septembre 2013 | Soyouz-TMA-M        | ISS         | 11 mars 2014      |
| 301 | Soyouz TMA-11M | 7 novembre 2013   | Soyouz-TMA-M        | ISS         | 14 mai 2014       |
| 302 | Soyouz TMA-12M | 25 mars 2014      | Soyouz-TMA-M        | ISS         | 11 septembre 2014 |
| 303 | Soyouz TMA-13M | 28 mai 2014       | Soyouz-TMA-M        | ISS         | 10 novembre 2014  |
| 304 | Soyouz TMA-14M | 25 septembre 2014 | Soyouz-TMA-M        | ISS         | 12 mars 2015      |
| 305 | Soyouz TMA-15M | 23 novembre 2014  | Soyouz-TMA-M        | ISS         | 11 juin 2015      |
| 306 | Soyouz TMA-16M | 27 mars 2015      | Soyouz-TMA-M        | ISS         | 12 septembre 2015 |
| 307 | Soyouz TMA-17M | 22 juillet 2015   | Soyouz-TMA-M        | ISS         | 11 décembre 2015  |
| 308 | Soyouz TMA-18M | 2 septembre 2015  | Soyouz-TMA-M        | ISS         | 2 mars 2016       |
| 309 | Soyouz TMA-19M | 15 décembre 2015  | Soyouz-TMA-M        | ISS         | 18 juin 2016      |
| 310 | Soyouz TMA-20M | 18 mars 2016      | Soyouz-TMA-M        | ISS         | 7 septembre 2016  |
| 311 | Soyouz MS-01   | 7 juillet 2016    | Soyouz-MS           | ISS         | 30 octobre 2016   |
| 312 | Shenzhou 11    | 16 octobre 2016   | Shenzhou            | Tiangong 2  | 18 novembre 2016  |
| 313 | Soyouz MS-02   | 19 octobre 2016   | Soyouz-MS           | ISS         | 10 avril 2017     |
| 314 | Soyouz MS-03   | 17 novembre 2016  | Soyouz-MS           | ISS         | 2 juin 2017       |
| 315 | Soyouz MS-04   | 20 avril 2017     | Soyouz-MS           | ISS         | 3 septembre 2017  |
| 316 | Soyouz MS-05   | 28 juillet 2017   | Soyouz-MS           | ISS         | 14 décembre 2017  |
| 317 | Soyouz MS-06   | 12 septembre 2017 | Soyouz-MS           | ISS         | 28 février 2018   |
| 318 | Soyouz MS-07   | 17 décembre 2017  | Soyouz-MS           | ISS         | 3 juin 2018       |
| 319 | Soyouz MS-08   | 21 mars 2018      | Soyouz-MS           | ISS         | 4 octobre 2018    |
| 320 | Soyouz MS-09   | 6 juin 2018       | Soyouz-MS           | ISS         | 20 décembre 2018  |
| —   | Soyouz MS-10   | 11 octobre 2018   | Soyouz-MS           | ISS         | —                 |
| 321 | Soyouz MS-11   | 3 décembre 2018   | Soyouz-MS           | ISS         | 25 juin 2019      |
| 322 | Soyouz MS-12   | 14 mars 2019      | Soyouz-MS           | ISS         | 3 octobre 2019    |
| 323 | Soyouz MS-13   | 20 juillet 2019   | Soyouz-MS           | ISS         | 6 février 2020    |
| 324 | Soyouz MS-15   | 25 septembre 2019 | Soyouz-MS           | ISS         | 17 avril 2020     |
| 325 | Soyouz MS-16   | 9 avril 2020      | Soyouz-MS           | ISS         | 22 octobre 2020   |
| 326 | SpaceX Demo-2  | 30 mai 2020       | Dragon (Endeavour)  | ISS         | 2 août 2020       |
| 327 | Soyouz MS-17   | 14 octobre 2020   | Soyouz-MS           | ISS         | 17 avril 2021     |
| 328 | SpaceX Crew-1  | 15 novembre 2020  | Dragon (Resilience) | ISS         | 2 mai 2021        |

### Depuis 2021
| no  | Mission                | Lancement         | Vaisseau                  | Destination                | Retour            |
| --- | ---------------------- | ----------------- | ------------------------- | -------------------------- | ----------------- |
| 329 | Soyouz MS-18           | 9 avril 2021      | Soyouz-MS                 | ISS                        | 17 octobre 2021   |
| 330 | SpaceX Crew-2          | 23 avril 2021     | Dragon (Endeavour)        | ISS                        | 9 novembre 2021   |
| 331 | Shenzhou 12            | 17 juin 2021      | Shenzhou                  | Station spatiale chinoise  | 17 septembre 2021 |
| 332 | Blue Origin NS-16      | 20 juillet 2021   | New Shepard (First Step)  | Espace suborbital          | 20 juillet 2021   |
| 333 | Inspiration4           | 16 septembre 2021 | Dragon (Resilience)       | Orbite terrestre basse     | 18 septembre 2021 |
| 334 | Soyouz MS-19           | 5 octobre 2021    | Soyouz-MS                 | ISS                        | 30 mars 2022      |
| 335 | Blue Origin NS-18      | 13 octobre 2021   | New Shepard (First Step)  | Espace suborbital          | 13 octobre 2021   |
| 336 | Shenzhou 13            | 15 octobre 2021   | Shenzhou                  | Station spatiale chinoise  | 16 avril 2022     |
| 337 | SpaceX Crew-3          | 11 novembre 2021  | Dragon (Endurance)        | ISS                        | 6 mai 2022        |
| 338 | Soyouz MS-20           | 8 décembre 2021   | Soyouz-MS                 | ISS                        | 20 décembre 2021  |
| 339 | Blue Origin NS-19      | 11 décembre 2021  | New Shepard (First Step)  | Espace suborbital          | 11 décembre 2021  |
| 340 | Soyouz MS-21           | 18 mars 2022      | Soyouz-MS                 | ISS                        | 29 septembre 2022 |
| 341 | Blue Origin NS-20      | 31 mars 2022      | New Shepard (First Step)  | Espace suborbital          | 31 mars 2022      |
| 342 | Axiom Mission 1 (Ax-1) | 8 avril 2022      | Dragon (Endeavour)        | ISS                        | 25 avril 2022     |
| 343 | SpaceX Crew-4          | 27 avril 2022     | Dragon (Freedom)          | ISS                        | 14 octobre 2022   |
| 344 | Blue Origin NS-21      | 4 juin 2022       | New Shepard (First Step)  | Espace suborbital          | 4 juin 2022       |
| 345 | Shenzhou 14            | 5 juin 2022       | Shenzhou                  | Station spatiale chinoise  | 4 décembre 2022   |
| 346 | Blue Origin NS-22      | 4 août 2022       | New Shepard (First Step)  | Espace suborbital          | 4 août 2022       |
| 347 | Soyouz MS-22 / MS-23   | 21 septembre 2022 | Soyouz-MS                 | ISS                        | 27 septembre 2023 |
| 348 | SpaceX Crew-5          | 5 octobre 2022    | Dragon (Endurance)        | ISS                        | 12 mars 2023      |
| 349 | Shenzhou 15            | 29 novembre 2022  | Shenzhou                  | Station spatiale chinoise  | 3 juin 2023       |
| 350 | SpaceX Crew-6          | 2 mars 2023       | Dragon (Endeavour)        | ISS                        | 4 septembre 2023  |
| 351 | Axiom Mission 2 (Ax-2) | 21 mai 2023       | Dragon (Freedom)          | ISS                        | 31 mai 2023       |
| 352 | Shenzhou 16            | 30 mai 2023       | Shenzhou                  | Station spatiale chinoise  | 31 octobre 2023   |
| 353 | SpaceX Crew-7          | 26 août 2023      | Dragon (Endurance)        | ISS                        | 12 mars 2024      |
| 354 | Soyouz MS-24           | 15 septembre 2023 | Soyouz-MS                 | ISS                        | 6 avril 2024      |
| 355 | Shenzhou 17            | 26 octobre 2023   | Shenzhou                  | Station spatiale chinoise  | 30 avril 2024     |
| 356 | Axiom Mission 3 (Ax-3) | 18 janvier 2024   | Dragon (Freedom)          | ISS                        | 9 février 2024    |
| 357 | SpaceX Crew-8          | 4 mars 2024       | Dragon (Endeavour)        | ISS                        | 25 octobre 2024   |
| 358 | Soyouz MS-25           | 23 mars 2024      | Soyouz-MS                 | ISS                        | 23 septembre 2024 |
| 359 | Shenzhou 18            | 25 avril 2024     | Shenzhou                  | Station spatiale chinoise  | 3 novembre 2024   |
| 360 | Blue Origin NS-25      | 19 mai 2024       | New Shepard (First Step)  | Espace suborbital          | 19 mai 2024       |
| 361 | Boe-CFT                | 5 juin 2024       | Starliner (Calypso)       | ISS                        | 7 septembre 2024  |
| 362 | Blue Origin NS-26      | 29 août 2024      | New Shepard (First Step)  | Espace suborbital          | 29 août 2024      |
| 363 | Polaris Dawn           | 10 septembre 2024 | Dragon (Resilience)       | Orbite terrestre basse     | 15 septembre 2024 |
| 364 | Soyouz MS-26           | 11 septembre 2024 | Soyouz-MS                 | ISS                        | 20 avril 2025     |
| 365 | SpaceX Crew-9          | 28 septembre 2024 | Dragon (Freedom)          | ISS                        | 18 mars 2025      |
| 366 | Shenzhou 19            | 29 octobre 2024   | Shenzhou                  | Station spatiale chinoise  | 30 avril 2025     |
| 367 | Blue Origin NS-28      | 22 novembre 2024  | New Shepard (First Step)  | Espace suborbital          | 22 novembre 2024  |
| 368 | Blue Origin NS-30      | 25 février 2025   | New Shepard (First Step)  | Espace suborbital          | 25 février 2025   |
| 369 | SpaceX Crew-10         | 14 mars 2025      | Dragon (Endurance)        | ISS                        | 9 août 2025       |
| 370 | Fram2                  | 1er avril 2025    | Dragon (Resilience)       | Orbite terrestre (polaire) | 4 avril 2025      |
| 371 | Soyouz MS-27           | 8 avril 2025      | Soyouz-MS                 | ISS                        | En cours          |
| 372 | Blue Origin NS-31      | 14 avril 2025     | New Shepard (Kármán Line) | Espace suborbital          | 14 avril 2025     |
| 373 | Shenzhou 20            | 24 avril 2025     | Shenzhou                  | Station spatiale chinoise  | En cours          |
| 374 | Blue Origin NS-32      | 31 mai 2025       | New Shepard (First Step)  | Espace suborbital          | 31 mai 2025       |
| 375 | Axiom Mission 4 (Ax-4) | 25 juin 2025      | Dragon (Grace)            | ISS                        | 15 juillet 2025   |
| 376 | Blue Origin NS-33      | 29 juin 2025      | New Shepard (Kármán Line) | Espace suborbital          | 29 juin 2025      |
| 377 | SpaceX Crew-11         | 1er août 2025     | Dragon (Endeavour)        | ISS                        | En cours          |
| 378 | Blue Origin NS-34      | 3 août 2025       | New Shepard (First Step)  | Espace suborbital          | 3 août 2025       |

## Futures missions
Cette liste est celle des futures missions habitées planifiées ou proposée. Les dates de lancement sont susceptibles de changer et certaines missions sont susceptibles d'être annulées.
| Mission              | Lancement        | Vaisseau             | Destination               |
| -------------------- | ---------------- | -------------------- | ------------------------- |
| Shenzhou 21          | Octobre 2025     | Shenzhou             | Station spatiale chinoise |
| Soyouz MS-28         | 27 novembre 2025 | Soyouz-MS            | ISS                       |
| Soyouz MS-29         | Mars 2026        | Soyouz-MS            | ISS                       |
| SpaceX Crew-12       | Mars 2026        | Crew Dragon          | ISS                       |
| Artemis II           | Avril 2026       | Orion                | Survol lunaire            |
| SpaceX Axiom Space-5 | Mai 2026         | Crew Dragon          | ISS                       |
| Vast-1               | Juin 2026        | Crew Dragon          | Haven-1                   |
| SpaceX Crew-13       | Juillet 2026     | Crew Dragon          | ISS                       |
| Gaganyaan-4          | 2026             | Gaganyaan            | Orbite terrestre basse    |
| Gaganyaan-5          | 2026             | Gaganyaan            | Orbite terrestre basse    |
| Artemis III          | Mi-2027          | Orion / Starship HLS | Lune                      |
| Artemis IV           | Septembre 2028   | Orion / Starship HLS | Lunar Gateway / Lune      |
| SpaceX Crew-14       | Fin 2029         | Crew Dragon          | ISS                       |
| Artemis V            | Mars 2030        | Orion / Blue Moon    | Lunar Gateway / Lune      |
| Artemis VI           | Mars 2031        | Orion                | Lunar Gateway / Lune      |